# Roger Cousins
Roger Cousins, OBE, ist ein ehemaliger britischer Kolonialbeamter, der unter anderem 2000 für einige Tage kommissarischer Gouverneur von Anguilla war.

## Leben
Roger Cousins trat in den öffentlichen Dienst (Her Majesty’s Civil Service) ein und hatte im Bereich Personalmanagement und -entwicklung in einer Reihe von Regierungsabteilungen gearbeitet. Nach einer Tätigkeit bei der neuseeländischen Regierung kehrte er zum britischen Finanzministerium (HM Treasury) zurück, wo er als Inspektor für Auslandszulagen des Finanzministeriums (Treasury Overseas Allowances Inspector) im Hilfsprogramm des Vereinigten Königreichs tätig war. Danach wechselte er als Mitarbeiter zur Behörde für Überseeentwicklung ODA (Overseas Development Administration) und war dort in verschiedenen Länderabteilungen beschäftigt, ehe er Mitarbeiter des Entwicklungsprogramms der Vereinten Nationen UNDP wurde. 1993 wurde er Chefsekretär der Verwaltung des Überseegebietes Turks- und Caicosinseln und später als Deputy Governor stellvertretender Gouverneur des Überseegebietes Anguilla. 1997 wurde er für seine Verdienste zum Officer des Order of the British Empire (OBE) ernannt. Nach der Abberufung von Robert Harris fungierte er vom 27. Januar 2000 bis zum Amtsantritt von Peter Johnstone am 4. Februar 2000 für einige Tage außerdem als Acting Governor und damit als kommissarischer Gouverneur von Anguilla. 2002 trat er in den Ruhestand.